# Seitenstetten
Seitenstetten is een gemeente in de Oostenrijkse deelstaat Neder-Oostenrijk, gelegen in het district Amstetten (AM). De gemeente heeft ongeveer 3100 inwoners.

## Geografie
Seitenstetten heeft een oppervlakte van 30,48 km². Het ligt in het centrum van het land, iets ten noorden van het geografisch middelpunt.
Allhartsberg · Amstetten · Ardagger · Aschbach-Markt · Behamberg · Biberbach · Ennsdorf · Ernsthofen · Ertl · Euratsfeld · Ferschnitz · Haag · Haidershofen · Hollenstein an der Ybbs · Kematen an der Ybbs · Neuhofen an der Ybbs · Neustadtl an der Donau · Oed-Öhling · Opponitz · Seitenstetten · Sonntagberg · Sankt Georgen am Reith · Sankt Georgen am Ybbsfelde · Sankt Pantaleon-Erla · St. Peter in der Au · St. Valentin · Strengberg · Viehdorf · Wallsee-Sindelburg · Weistrach · Winklarn · Wolfsbach · Ybbsitz · Zeillern
- Bibliothèque nationale de France: cb119622720 (data)
- Gemeinsame Normdatei: 4799196-3
- Library of Congress Control Number: n85824011
- MusicBrainz: dd79a15b-0b22-4315-9461-e9e05baa6b82
- Nationale Bibliotheek van Tsjechië: ge723868
- Virtual International Authority File: 140799906